# Cyathea lepidoclada
Cyathea lepidoclada är en ormbunkeart som först beskrevs av Christ, och fick sitt nu gällande namn av Karel Domin. Cyathea lepidoclada ingår i släktet Cyathea och familjen Cyatheaceae. Inga underarter finns listade.